# Изогородок «Всекохудожника»
Изогородок «Всекохудожника» — комплекс зданий, построенный в 1933—1938 годах в Москве по проекту архитектора Г. П. Гольца для художественного объединения «Всекохудожник». Изначально включал скульптурный корпус, литейную, склады, здание изоучилища и корпус мастерских. Комплекс находится в районе Аэропорт Северного административного округа Москвы. Здания изофабрики (Часовая ул., д. 28, кор. 2, 32) имеют статус выявленного объекта культурного наследия.

## История
В 1933 году в селе Всехсвятском близ платформы «Красный Балтиец» художественному объединению «Всекохудожник» был выделен участок земли площадью 12 га под строительство фабрики изобразительных искусств. Первоначальные планы предполагали сооружение корпусов для оформительских производств (театральных декораций, оформления клубов, выставок и т.п.), цехов для декоративной росписи тканей, цеха монументальной скульптуры, лепного корпуса, корпуса для изготовления игрушек, мастерских для живописцев и скульпторов. Планировалось создание пленера, чтобы художник мог в любое время года иметь естественную обстановку для создания своих картин с натуры при естественном освещении. Предполагались также подсобные помещения для производства красок, кистей, этюдников, мольбертов и другого инвентаря. Планировалось сооружение клуба и столовой.
Закладка изофабрики состоялась 28 мая 1934 года. Строительство осуществлялось бригадой архитекторов по главе с Г. П. Гольцем под руководством И. В. Жолтовского.
К 1936 были построены скульптурный корпус, литейная и склады. К 1938 году было завершено строительство изоучилища (ныне Балтийская ул., 14) и корпуса мастерских. Часть запроектированных автором зданий не была построена. К 1938 году на изофабрике работало 150 скульпторов, 600 лепщиков, модельщиков, мраморщиков и чеканщиков. Среди них — скульпторы Н. И. Шильников и С. Д. Меркуров. В здании изоучилища разместилось Центральное художественно-промышленное училище (ЦХПУ).
После войны здания изогородка были переданы другим организациям. ЦХПУ было преобразовано в Московский институт прикладного и декоративного искусства (МИПИДИ), который продолжал работать в здании изоучилища до своей реорганизации в 1952 году. В 1950—1960-х годах здание изоучилища было реконструировано с пристройкой боковых корпусов. В сильно перестроенном скульптурном корпусе изофабрики в настоящее время размещается НПП Радий.

## Архитектура
Изофабрика построена в духе раннего итальянского Ренессанса. Первый этаж в основном двухэтажного здания скульптурного корпуса подхвачен лёгкой аркадой на восьмигранных колоннах. На светлой стене тёмным фоном выделены архитектурные детали: тяги, консоли, обрамления окон. Венчает здание расписной карниз. Над крыльями корпуса возвышаются асимметричные башенки. Стены были отштукатурены раствором извести с добавлением умбры, благодаря чему приобрели золотисто-коричневый тон.
Открытый двор изофабрики проектировался как парк скульптур. Выставляемые в нём скульптуры постоянно обновлялись.

Довоенные фотографии
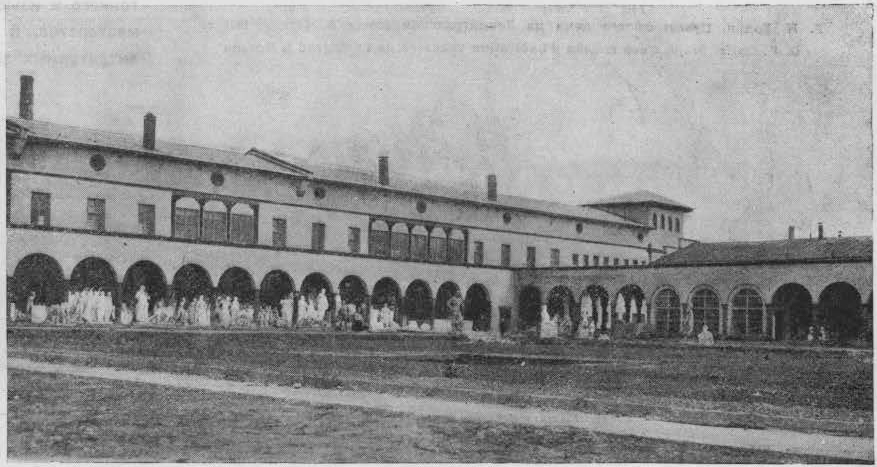
Изофабрика
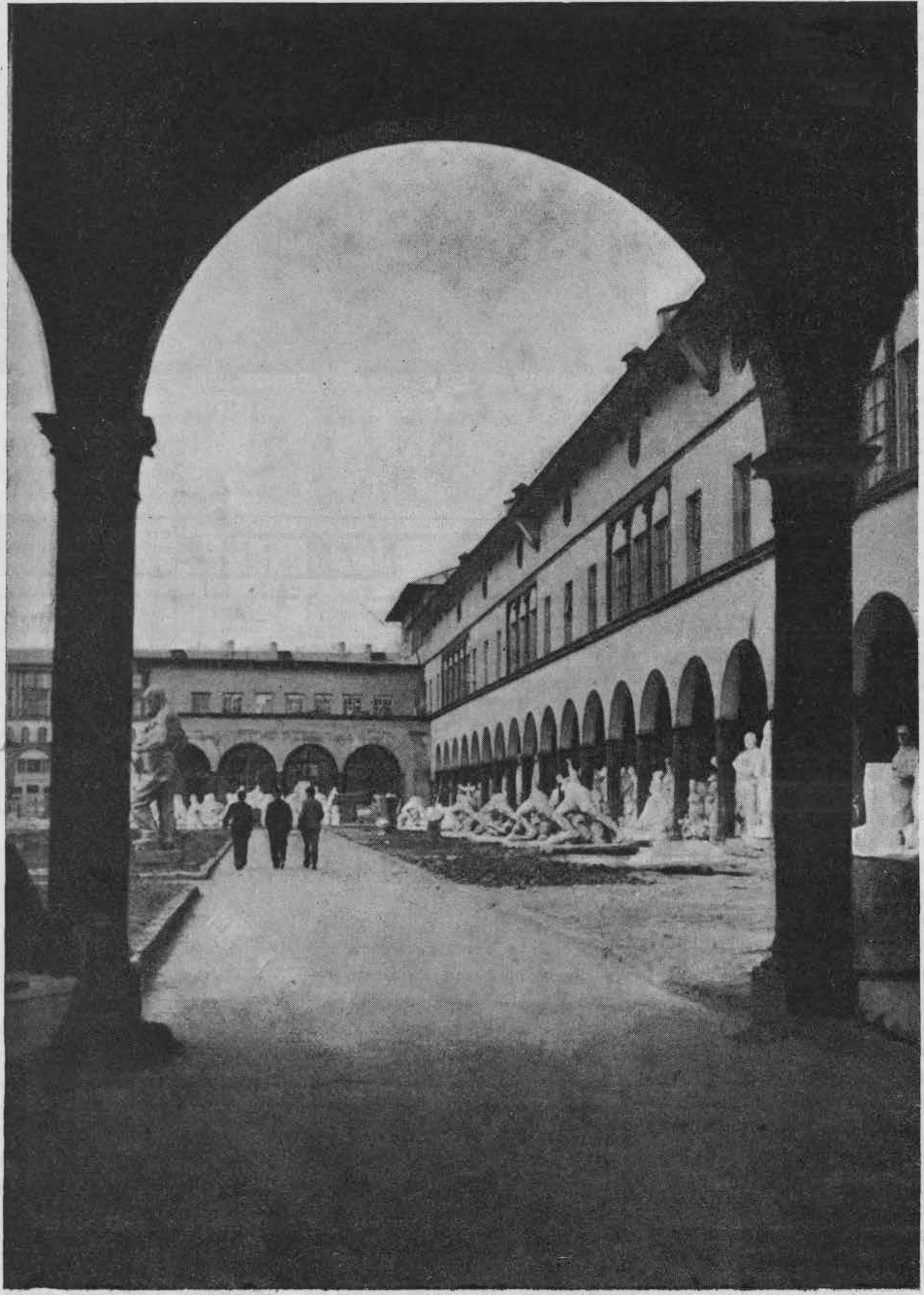
Изофабрика
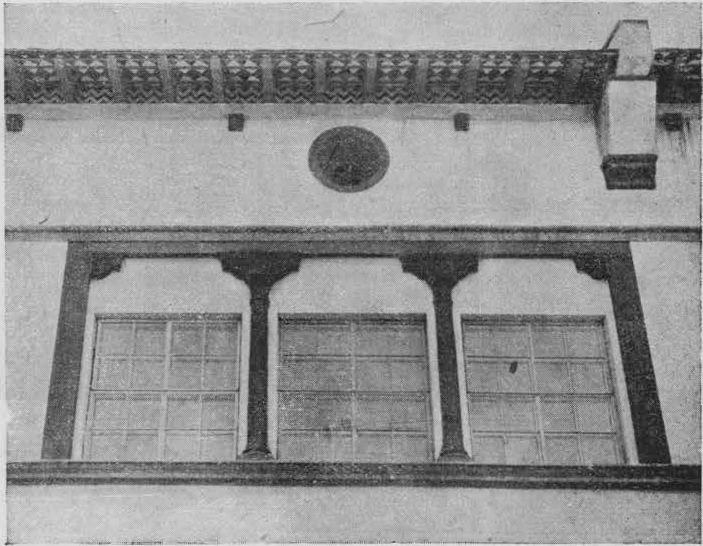
Изофабрика. Деталь фасада
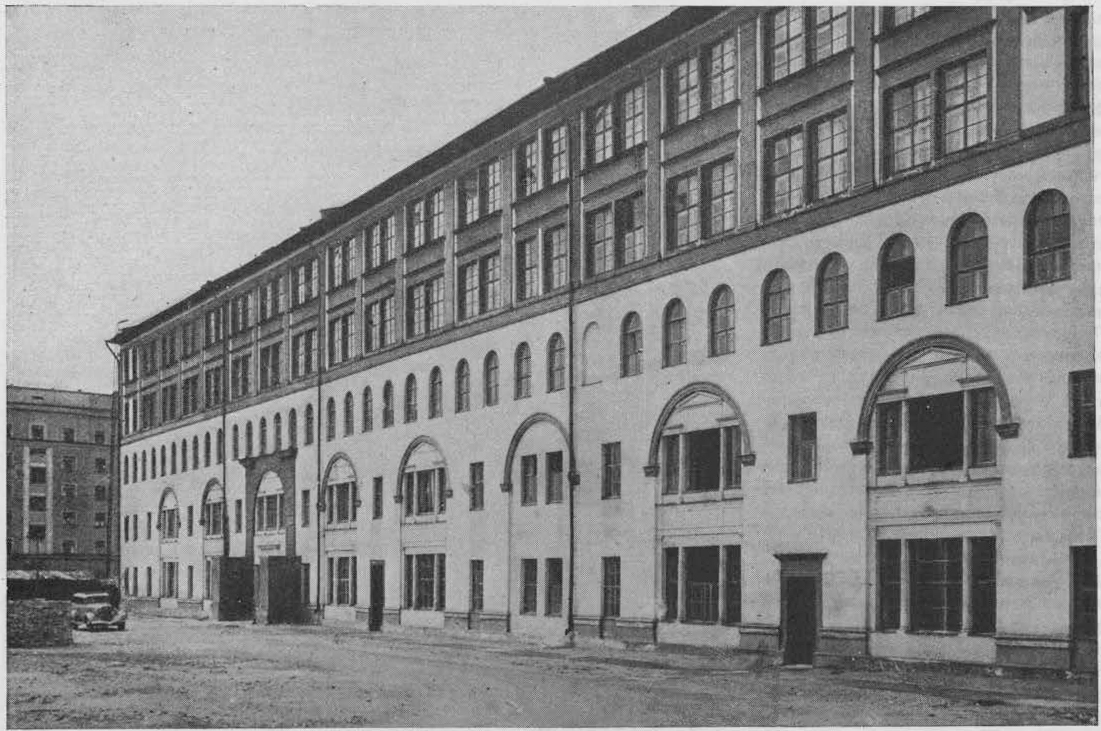
Изоучилище
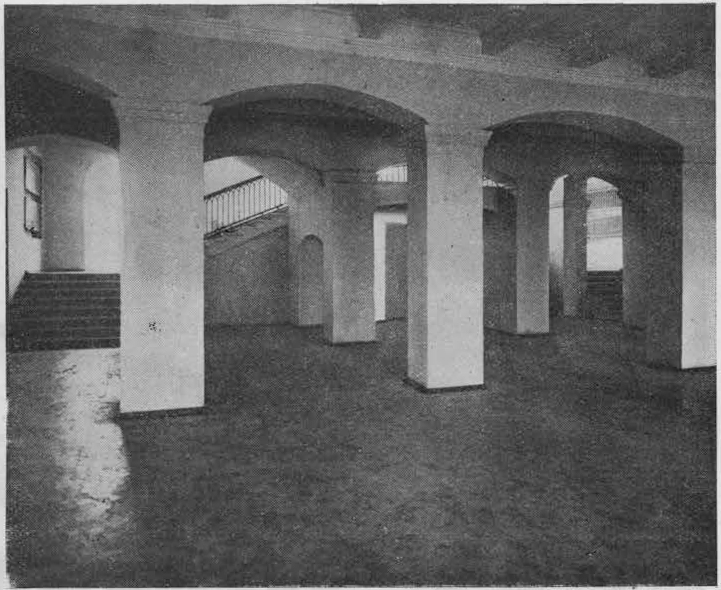
Изоучилище. Холл
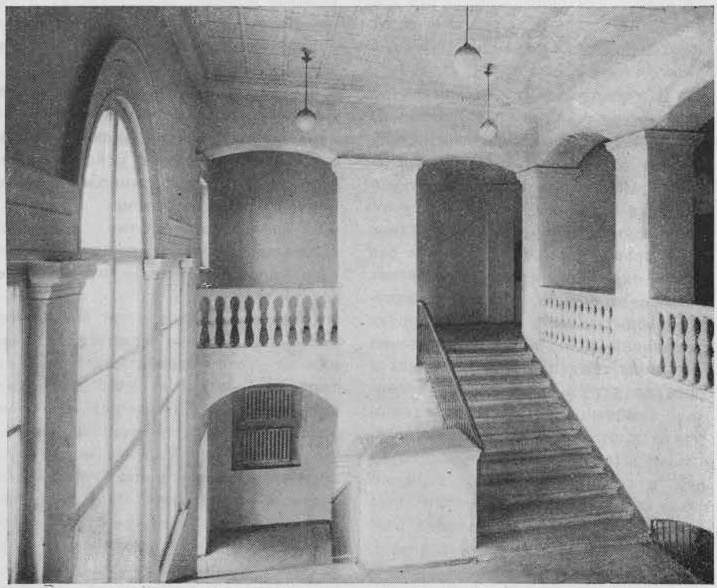
Изоучилище. Гостевая лестница